# M-185
Pour les articles homonymes, voir M185 et Route 185.
- M-185

M-185

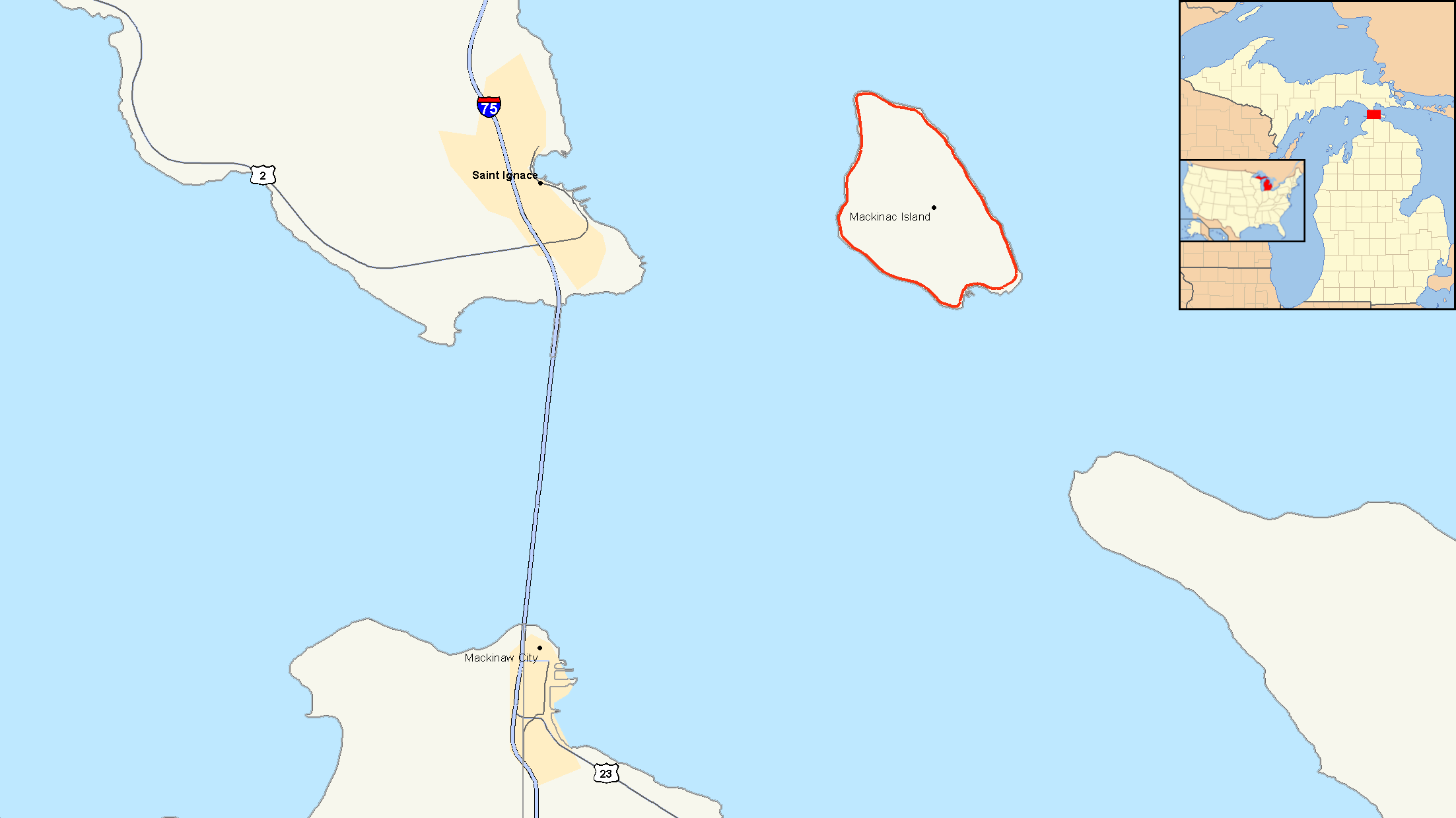

M-185 est une route d'État du Michigan qui fait le tour de l'île Mackinac, aux États-Unis. Cette route  de 12,881 kilomètres longe les côtes de l'île en offrant des vues panoramiques sur le détroit de Mackinac qui divise les péninsules supérieure et inférieure du Michigan. 
D'après le département des transports du Michigan, c'est la seule route d'état ayant le statut de highway depuis le 12 juillet 1933 qui est interdite à tout véhicule à moteur,. Elle n'a aucune intersection avec d'autres routes (à part des routes secondaires), et c'est la seule autoroute des États-Unis où il n'y a jamais eu d'accident impliquant un véhicule à moteur, à part un incident mineur entre un camion de pompier et une ambulance en 2005. Les usagers s'y déplacent à bicyclette ou en véhicule hippomobile.

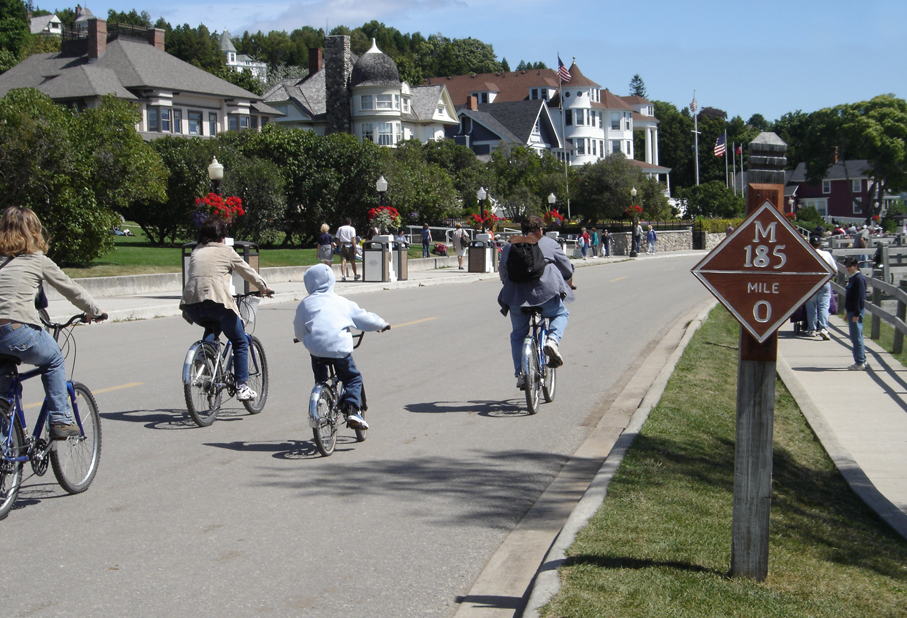
La route M-185